# 迭代式开发
迭代式开发也被称作迭代增量式开发或迭代进化式开发，是一种与传统的瀑布式开发相反的软件开发方法，它弥补了传统开发方式中的一些弱点，具有更高的成功率和生产率。

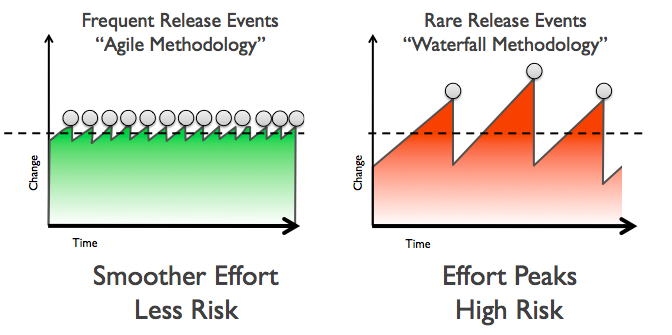
与传统开发方法那种大规模的、不频繁的发布（通常以“季度”或“年”为单位）相比，敏捷方法大大提升了发布频率（通常以“天”或“周”为单位）

在迭代式开发方法中，整个开发工作被组织为一系列的短小的、固定长度（如3周）的小项目，被称为一系列的迭代。每一次迭代都包括了需求分析、设计、实现与测试。采用这种方法，开发工作可以在需求被完整地确定之前启动，并在一次迭代中完成系统的一部分功能或业务逻辑的开发工作。再通过客户的反馈来细化需求，并开始新一轮的迭代。
迭代和版本的区别，可理解如下：
- 迭代一般指某版本的生产过程，包括从需求分析到测试完成。
- 版本一般指某阶段软件开发的结果，一个可交付使用的产品。